# Florian Weber (Geograph)
Florian Weber (* 1983) ist ein deutscher Geograph. Er war seit 2019 habilitierter Juniorprofessor und ist seit April 2025 Universitätsprofessor für Europastudien in der Fachrichtung Gesellschaftswissenschaftliche Europaforschung der Universität des Saarlandes.

## Beruflicher Werdegang
Weber studierte von 2003 bis 2009 Geographie, Soziologie, Publizistik und Betriebswirtschaftslehre an der Johannes Gutenberg-Universität Mainz und an der Universität Paris-Nanterre. Im Anschluss war er wissenschaftlicher Mitarbeiter an der Friedrich-Alexander-Universität Erlangen-Nürnberg. 2012 folgte dort die Promotion mit einer Schrift zur (Re-)Produktion kultureller Differenzierungen in quartiersbezogenen Stadtpolitiken in Deutschland und Frankreich. Von 2013 bis 2014 war er Projektbeauftragter für den grenzüberschreitenden Universitätsverbund Universität der Großregion an der Technischen Universität Kaiserslautern, anschließend wissenschaftlicher Mitarbeiter an der Hochschule Weihenstephan-Triesdorf und sodann ab 2016 Akademischer Rat im Forschungsbereich Geographie – Stadt- und Regionalentwicklung – der Eberhard Karls Universität Tübingen. Dort wurde er 2018 mit einer Schrift zu Konflikte um die Energiewende habilitiert.
Seit 2025 ist Weber Universitätsprofessor für Europastudien in der Fachrichtung Gesellschaftswissenschaftliche Europaforschung der Universität des Saarlandes, zuvor war er dort seit 2019 als Juniorprofessor tätig. Er ist Gründungs- und Clusterprofessor im Cluster für Europaforschung der Universität des Saarlandes und Vorstandsmitglied in der Deutschen Akademie für Geographische Regionalforschung.

## Forschung
Weber untersucht die grenzüberschreitende (Regional-)Entwicklung mit besonderem Schwerpunkt auf die Großregion (Saar-Lor-Lux). Hierbei untersucht er Grenzziehungsprozesse, wie sie etwa während der Covid-19-Pandemie zu Tage getreten sind, raumbezogene Konflikte, etwa im Kontext der Energiewende, sowie grenzüberschreitende Kooperationsformen und deren Governancestrukturen. Einen weiteren Fokus legt er auf Stadtentwicklungs- und Stadtplanungsprozesse, insbesondere in Frankreich, sowie auf die diskurstheoretische Landschaftsforschung.

## Schriften (Auswahl)

### Monographien
- mit Olaf Kühne: Germany. Geographies of Complexity. Cham 2022, ISBN 978-3-030-92952-7
- mit Karsten Berr, Corianna Jenal und Olaf Kühne: Landschaftsgovernance. Ein Überblick zu Theorie und Praxis. Wiesbaden 2019, ISBN 978-3-658-27483-2
- mit Olaf Kühne und Corinna Jenal: Neue Landschaftsgeographie. Wiesbaden 2018, ISBN 978-3-658-20839-4
- Konflikte um die Energiewende. Vom Diskurs zur Praxis. Wiesbaden 2018, ISBN 978-3-658-20523-2
- Soziale Stadt – Politique de la Ville – Politische Logiken. (Re-)Produktion kultureller Differenzierungen in quartiersbezogenen Stadtpolitiken in Deutschland und Frankreich. Wiesbaden 2013, ISBN 978-3-658-00294-7

### Sammelbände
- mit Roland Theis und Karl Terrolion (Hrsg.): Grenzerfahrungen | Expériences transfrontalières. COVID-19 und die deutsch-französischen Beziehungen | Les relations franco-allemandes à l’heure de la COVID-19. Wiesbaden 2021, ISBN 978-3-658-33318-8
- mit Christian Wille, Beate Caesar und Julian Hollstegge (hrsg.): Geographien der Grenzen. Räume – Ordnungen – Verflechtungen. Wiesbaden 2020, ISBN 978-3-658-30949-7
- mit Olaf Kühne (Hrsg.): Bausteine der Energiewende. Wiesbaden 2018, ISBN 978-3-658-19508-3

### Peer-Review-Aufsätze
- Cross-border cooperation in the border region of Germany, France, and Luxembourg in times of Covid-19, European Societies 24(3) (2022): 354-381.
- Widerstände im Zuge des Stromnetzausbaus. Eine diskurstheoretische Analyse der Argumentationsmuster von Bürgerinitiativen in Anschluss an Laclau und Mouffe, Berichte. Geographie und Landeskunde 91(2) (2017): 139-154